# Джексон, Деметриус
Деметриус Джексон-младший (англ. Demetrius Montell Jackson Jr.; род. 7 сентября 1994 года, Саут-Бенд, Индиана, США) — американский профессиональный баскетболист, играющий на позиции разыгрывающего защитника.

## Профессиональная карьера

### Бостон Селтикс (2016—2017)
23 июня 2016 года Деметриус Джексон был выбран на драфте НБА 2016 года под общим 45-м номером командой «Бостон Селтикс». 27 июля 2016 года он подписал профессиональный контракт с «Селтикс». 6 ноября он дебютировал на профессиональном уровне в матче против «Денвер Наггетс», набрав 8 очков за 11 минут игрового времени. В течение своего первого сезона за «Бостон» Джексон также выступал за аффилированный клуб в Д-Лиге «Мэн Ред Клоз».

### Хьюстон Рокетс (2017—2018)
21 августа 2017 года Джексон подписал контракт с «Хьюстон Рокетс». По его условиям команда разделила игровое время и доходы игрока в зависимости от его результатов. В качестве фарм-клуба выступал «Рио-Гранде Вэллей Вайперс», команда Лиги развития, а игрок стал первым в истории команды, с кем был подписан контракт такого рода.

## Статистика

### Статистика в НБА
| Сезон                                                                                    | Команда     | Регулярный сезон | Регулярный сезон | Регулярный сезон | Регулярный сезон | Регулярный сезон | Регулярный сезон | Регулярный сезон | Регулярный сезон | Регулярный сезон | Регулярный сезон | Регулярный сезон | Серия плей-офф | Серия плей-офф | Серия плей-офф | Серия плей-офф | Серия плей-офф | Серия плей-офф | Серия плей-офф | Серия плей-офф | Серия плей-офф | Серия плей-офф | Серия плей-офф |
| Сезон                                                                                    | Команда     | GP               | GS               | MPG              | FG%              | 3P%              | FT%              | RPG              | APG              | SPG              | BPG              | PPG              | GP             | GS             | MPG            | FG%            | 3P%            | FT%            | RPG            | APG            | SPG            | BPG            | PPG            |
| ---------------------------------------------------------------------------------------- | ----------- | ---------------- | ---------------- | ---------------- | ---------------- | ---------------- | ---------------- | ---------------- | ---------------- | ---------------- | ---------------- | ---------------- | -------------- | -------------- | -------------- | -------------- | -------------- | -------------- | -------------- | -------------- | -------------- | -------------- | -------------- |
| 2016/17                                                                                  | Бостон      | 5                | 0                | 3,4              | 75,0             | 100,0            | 50,0             | 0,8              | 0,6              | 0,0              | 0,0              | 2,0              | Не участвовал  | Не участвовал  | Не участвовал  | Не участвовал  | Не участвовал  | Не участвовал  | Не участвовал  | Не участвовал  | Не участвовал  | Не участвовал  | Не участвовал  |
| 2017/18                                                                                  | Хьюстон     | 12               | 0                | 5,2              | 28,6             | 0,0              | 0,0              | 0,9              | 0,4              | 0,3              | 0,1              | 0,7              | Не участвовал  | Не участвовал  | Не участвовал  | Не участвовал  | Не участвовал  | Не участвовал  | Не участвовал  | Не участвовал  | Не участвовал  | Не участвовал  | Не участвовал  |
| 2017/18                                                                                  | Филадельфия | 3                | 0                | 5,8              | 75,0             | 100,0            | 50,0             | 0,3              | 1,3              | 0,3              | 0,0              | 2,7              | Не участвовал  | Не участвовал  | Не участвовал  | Не участвовал  | Не участвовал  | Не участвовал  | Не участвовал  | Не участвовал  | Не участвовал  | Не участвовал  | Не участвовал  |
| 2018/19                                                                                  | Филадельфия | 6                | 0                | 6,6              | 53,3             | 33,3             | 100,0            | 0,5              | 0,8              | 0,3              | 0,0              | 3,7              | Не участвовал  | Не участвовал  | Не участвовал  | Не участвовал  | Не участвовал  | Не участвовал  | Не участвовал  | Не участвовал  | Не участвовал  | Не участвовал  | Не участвовал  |
|                                                                                          | Всего       | 26               | 0                | 5,2              | 48,6             | 28,6             | 66,7             | 0,7              | 0,7              | 0,3              | 0,0              | 1,8              | Не участвовал  | Не участвовал  | Не участвовал  | Не участвовал  | Не участвовал  | Не участвовал  | Не участвовал  | Не участвовал  | Не участвовал  | Не участвовал  | Не участвовал  |
| Наведите курсор мыши на аббревиатуры в заголовке таблицы, чтобы прочесть их расшифровку. |             |                  |                  |                  |                  |                  |                  |                  |                  |                  |                  |                  |                |                |                |                |                |                |                |                |                |                |                |

### Статистика в Джи-Лиге
| Сезон                                                                                    | Команда                   | Регулярный сезон | Регулярный сезон | Регулярный сезон | Регулярный сезон | Регулярный сезон | Регулярный сезон | Регулярный сезон | Регулярный сезон | Регулярный сезон | Регулярный сезон | Регулярный сезон | Серия плей-офф | Серия плей-офф | Серия плей-офф | Серия плей-офф | Серия плей-офф | Серия плей-офф | Серия плей-офф | Серия плей-офф | Серия плей-офф | Серия плей-офф | Серия плей-офф |
| Сезон                                                                                    | Команда                   | GP               | GS               | MPG              | FG%              | 3P%              | FT%              | RPG              | APG              | SPG              | BPG              | PPG              | GP             | GS             | MPG            | FG%            | 3P%            | FT%            | RPG            | APG            | SPG            | BPG            | PPG            |
| ---------------------------------------------------------------------------------------- | ------------------------- | ---------------- | ---------------- | ---------------- | ---------------- | ---------------- | ---------------- | ---------------- | ---------------- | ---------------- | ---------------- | ---------------- | -------------- | -------------- | -------------- | -------------- | -------------- | -------------- | -------------- | -------------- | -------------- | -------------- | -------------- |
| 2016/17                                                                                  | Мэн Ред Клоз              | 32               | 23               | 33,5             | 42,0             | 27,5             | 79,4             | 5,1              | 6,0              | 1,3              | 0,4              | 14,8             | 5              | 5              | 33,7           | 46,9           | 43,8           | 78,6           | 3,2            | 5,8            | 0,6            | 0,4            | 15,0           |
| 2017/18                                                                                  | Рио-Гранде Вэллей Вайперс | 16               | 5                | 30,9             | 49,2             | 35,5             | 82,5             | 3,8              | 4,2              | 1,2              | 0,3              | 15,9             | Не участвовал  | Не участвовал  | Не участвовал  | Не участвовал  | Не участвовал  | Не участвовал  | Не участвовал  | Не участвовал  | Не участвовал  | Не участвовал  | Не участвовал  |
| 2017/18                                                                                  | Делавэр Эйти Севенерс     | 10               | 10               | 25,5             | 42,1             | 36,6             | 76,0             | 3,4              | 4,6              | 1,3              | 0,2              | 13,0             | Не участвовал  | Не участвовал  | Не участвовал  | Не участвовал  | Не участвовал  | Не участвовал  | Не участвовал  | Не участвовал  | Не участвовал  | Не участвовал  | Не участвовал  |
| 2018/19                                                                                  | Делавэр Эйти Севенерс     | 8                | 8                | 35,0             | 44,8             | 30,6             | 87,5             | 4,5              | 7,4              | 1,1              | 0,3              | 19,4             | Не участвовал  | Не участвовал  | Не участвовал  | Не участвовал  | Не участвовал  | Не участвовал  | Не участвовал  | Не участвовал  | Не участвовал  | Не участвовал  | Не участвовал  |
| 2019/20                                                                                  | Саут-Бей Лейкерс          | 4                | 3                | 26,6             | 51,9             | 50,0             | 100,0            | 1,0              | 5,5              | 0,5              | 0,0              | 10,0             | Не участвовал  | Не участвовал  | Не участвовал  | Не участвовал  | Не участвовал  | Не участвовал  | Не участвовал  | Не участвовал  | Не участвовал  | Не участвовал  | Не участвовал  |
|                                                                                          | Всего                     | 70               | 49               | 31,5             | 44,2             | 31,8             | 81,3             | 4,2              | 5,5              | 1,2              | 0,3              | 15,1             | Не участвовал  | Не участвовал  | Не участвовал  | Не участвовал  | Не участвовал  | Не участвовал  | Не участвовал  | Не участвовал  | Не участвовал  | Не участвовал  | Не участвовал  |
| Наведите курсор мыши на аббревиатуры в заголовке таблицы, чтобы прочесть их расшифровку. |                           |                  |                  |                  |                  |                  |                  |                  |                  |                  |                  |                  |                |                |                |                |                |                |                |                |                |                |                |

### Статистика в колледже
| Сезон                                                                                   | Команда  | GP  | GS | MPG  | FG%  | 3P%  | FT%  | RPG | APG | SPG | BPG | PPG  |  |
| --------------------------------------------------------------------------------------- | -------- | --- | -- | ---- | ---- | ---- | ---- | --- | --- | --- | --- | ---- |  |
| 2013/14                                                                                 | Нотр-Дам | 30  | 15 | 22,2 | 42,0 | 41,7 | 78,0 | 2,1 | 1,8 | 0,4 | 0,0 | 6,0  |  |
| 2014/15                                                                                 | Нотр-Дам | 38  | 38 | 34,7 | 50,8 | 42,9 | 74,5 | 3,6 | 3,1 | 1,6 | 0,3 | 12,4 |  |
| 2015/16                                                                                 | Нотр-Дам | 35  | 35 | 35,9 | 45,1 | 33,1 | 81,3 | 3,5 | 4,7 | 1,2 | 0,3 | 15,8 |  |
|                                                                                         | Всего    | 103 | 88 | 31,5 | 46,7 | 38,1 | 78,2 | 3,1 | 3,3 | 1,1 | 0,2 | 11,7 |  |
| Наведите курсор мыши на аббревиатуры в заголовке таблицы, чтобы прочесть их расшифровку |          |     |    |      |      |      |      |     |     |     |     |      |  |